# Bonifaciu
Bonifaciu (născut Wynfreth, Winfried, n. 675 d.Hr., Crediton, Devon, Regatul Angliei – d. 5 iunie 754 d.Hr., Dokkum, Provincia Frizia, Țările de Jos) a fost unul din principalii misionari și reformatori bisericești din Imperiul Franc. El mai este cunoscut și sub numele de Apostolul germanilor.

## Viața
Wynfreth (Bonifatius) s-a născut în regatul Wessex, Anglia, numele de Bonifatius primindu-l ulterior de la papa Grigore al II-lea. Wynfreth a fost educat în mănăstirile benedictine din Exeter și Nursling⁠(en)[traduceți], în apropiere de Southampton. La vârsta de 30 de ani a fost hirotonit preot. A fost trimis ca misionar pentru a-i creștina pe frizoni, un trib germanic care trăia la coasta Mării Nordului în Țările de Jos și în Germania. Această acțiune de creștinare a eșuat din cauza prințului frizon Radbod, care era un dușman înverșunat al francilor. Wynfreth s-a întors în Anglia, unde a intrat în contact cu Willibrord, un alt misionar anglo-saxon din Frizia. 
În anul 718 a efectuat un pelerinaj la Roma, unde a fost însărcinat de papa Grigore al II-lea (715–731) să-i creștineze pe păgânii din Germania, ocazie cu care a primit numele de Bonifatius, în memoria Sfântului Bonifatie, un martir din primele secole. Bonifatius se va întoarce în Frizia și va intra din nou în legătură cu misionarul Willibrord. Adversarul lor, prințul Radbod, murise între timp. Între cei doi misionari au apărut divergențe și în anul 721 ei se vor despărți. Bonifatius va misiona în Turingia (Erfurt), Bavaria și Hessa. În această acțiune el va fi împuternicit de o scrisoare a papei fiind însoțit de războinici și meseriași numeroși, care l-au ajutat să întemeieze câteva episcopii și să construiască mănăstiri. Lângă Geismar (Fritzlar) exista un stejar considerat sacru de chatti care reprezenta populația locală păgână. După spusele legendei, sub protecția francilor, Bonifatius a lăsat să fie tăiat stejarul pentru a construi o capelă creștină. Prin acest gest a căutat să demonstreze biruința credinței creștine asupra zeilor păgâni. 
În anul 746 a fost numit episcop al Diecezei de Mainz. La vârsta de 79 de ani s-a întors la frizoni, iar la data 5 iunie 754 pe malul râului Boorne, lângă Dokkum (Olanda), a fost ucis de aceștia, între care unii erau deja botezați.

## Sărbători
Este sărbătorit în calendarul romano-catolic în ziua de 5 iunie.

## Literatură
- Rudolf Schiefer: Neue Bonifatius-Literatur, in: Deutsches Archiv für Erforschung des Mittelalters 63, Böhlau Verlag Köln/Weimar/Wien 2007, S. 111-123, ISSN: 0012-1223.
- Lutz E. von Padberg: Bonifatius. Missionar und Reformer, C. H. Beck, München 2003. ISBN 3-406-48019-5 (darin auch Angaben zur Vita sancti Bonifatii des Willibald)
- Ders.: Studien zur Bonifatiusverehrung. Zur Geschichte des Codex Ragyndrudis und der Fuldaer Reliquien des Bonifatius. In: Fuldaer Hochschulschriften 25, Verlag Josef Knecht, Frankfurt a. M. 1996, ISBN 3-7820-0752-2.
- Ders. und Hans-Walter Stork: Der Ragyndrudis-Codex des hl. Bonifatius: Teilfaksimileausgabe im Originalformat der Handschrift und Kommentar. Bonifatius-Verlag, Paderborn; Parzeller, Fulda 1994, ISBN 3-87088-811-3.